# Без болю (Доктор Хаус)
«Без болю» (англ. Painless)  — дванадцята серія п'ятого сезону американського телесеріалу «Доктор Хаус». Прем'єра епізоду проходила на каналі FOX 19 січня 2009. Доктор Хаус і його нова команда мають врятувати чоловіка, який постійно відчуває біль і повністю втратив надію.

## Сюжет
Через невідому хворобу Джефф намагається покінчити з життям, але родина вчасно зупиняє його. Кемерон передає справу Хаусу і каже, що чоловік мучиться через біль по всьому тілу, а за три роки лікарі так і не дізналися, що з ним. Хаус наказує команді перевірити чоловіка наново, обшукати будинок і провести тест, щоб відкинути психосоматику. В будинку Тринадцята знаходить повний холодильник пташиного м'яса, який міг викликати рабдоміоліз. Хоч Тауб вважає, що у пацієнта депресія, Хаус наказує зробити біопсію м'язів і почати лікування від рабдоміолізу. Під час процедури у чоловіка трапляться зупинка серця.
Команда робить сцинтеграфію легенів, яка показує емболію легеневої артерії. Катнер вважає, що у Джеффа синдром Труссо. Хаус наказує перевірити тіло на наявність пухлин. На МРТ Катнер помічає набряк на стінках кишки і повітря в її судинах. Команда має зробити ангіопластику верхньої брижевої артерії, проте Хаус розуміє, що Джефф знайшов новий спосіб як себе вбити і забороняє процедуру. Форман вважає, що хвороба МакАрдла може цілком підходити. Хаус наказує зробити ішемічний тест на передпліччі, але він нічого не дає. Хаусу потрібно визначити біль виробляє мозок, чи тіло. Він хоче ввести пацієнту препарат, який викличе оніміння по всьому тілу. Якщо біль залишиться, значить проблема в мозку. Але біль майже зникає і команда знову не знає в чому річ. Невдовзі син пацієнта вирішує допомогти батьку і вдає з себе хворого, щоб Джефф міг вкрасти ізопропіл. Хаус наказує вивести хімікат з організму.
Хаус думає, що тривале вживання знеболюючого змінило організм і тепер пігулки можуть викликати біль. Хаус наказує зняти чоловіка з пігулок і подивитися, що буде. Біль не минає, а дружина Джеффа просить Хауса, щоб він виписав його і дав померти. Але Хаус розуміє, що найперший біль міг початися у калитці, а це може вказувати лише на епілепсію. Чоловік зізнається, що біль почався не зі шлунку, а з мошонки, і команда починає лікування. Кадді пропонує Кемерон свою роботу, щоб проводити більше часу з дочкою.